# Chalcosyrphus parvus
Chalcosyrphus parvus är en tvåvingeart som först beskrevs av Samuel Wendell Williston  1887.  Chalcosyrphus parvus ingår i släktet mulmblomflugor, och familjen blomflugor. Inga underarter finns listade i Catalogue of Life.